# Fredrik Gertten

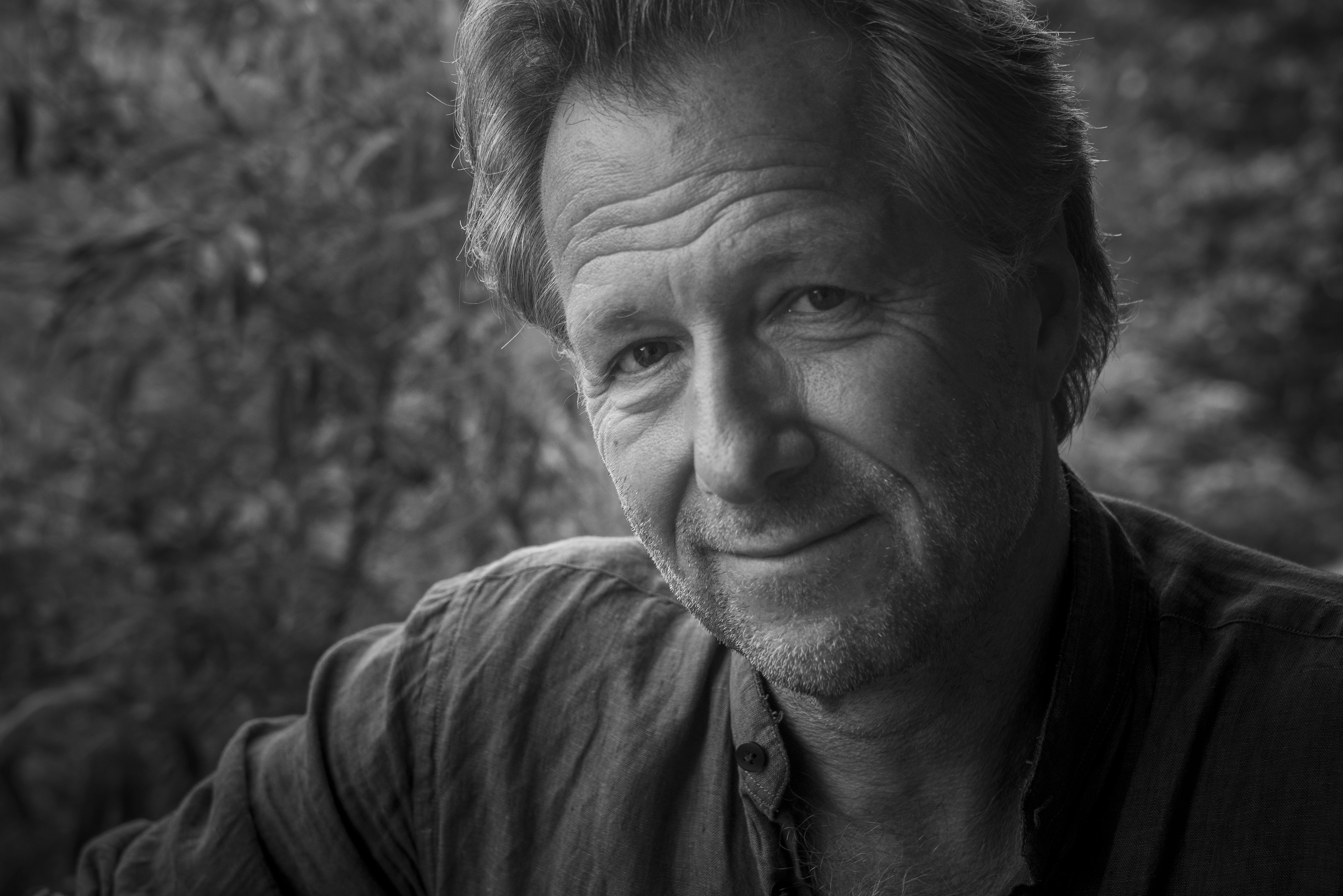
Regisseur Fredrik Gertten, Push

Carl Fredrik (von) Gertten (geboren am 3. April 1956 in Malmö) ist ein schwedischer Filmemacher und Journalist.

## Leben
Gertten arbeitete in den 1980er und 1990er Jahren als Journalist für Tageszeitungen, Radio und Fernsehen in Afrika, Lateinamerika, Asien und Europa. 1995 veröffentlichte er das Reisebuch Ung man söker världen (Junger Mann sucht die Welt). Er schrieb ab 1990 für die Tageszeitung Arbetet, bis diese im Jahr 2000 eingestellt wurde. Von 2001 bis 2003 arbeitete er bei der Zeitung Kvällsposten. Außerdem war er Produzent für Dokumentationen und Unterhaltungsshows der schwedischen Fernsehsender SVT, TV 4 und TV 3.
2009 wurde Gerttens Produktionsfirma WG Film nach einem US-Screening seines Dokumentarfilms Bananas!* von der Dole Food Company wegen Diffamierung verklagt. Das Gericht urteilte zugunsten seiner Produktionsgesellschaft. Die Klage wurde Thema von Gerttens Dokumentarfilm Big Boys Gone Bananas!*.
Mit dem Film Push – Für das Grundrecht zu wohnen dokumentierte er 2019 eine weltweite Krise auf dem Wohnmarkt. Wolfgang Hamdorf sieht in seiner Besprechung für den Filmdienst eine Stärke des Dokumentarfilms in dem Engagement und der Parteilichkeit seines Machers: „Push – Für das Grundrecht auf Wohnen ist eine vielstimmige und spannende Bestandsaufnahme einer weltweiten Krise. Die Stärke des klugen Films, den manche wahrscheinlich als ideologisch abstempeln werden, liegt gerade in seinem engagierten Standpunkt und dem Mut, über die Dokumentation der Misere und einem empathischen Blick auf die Opfer der Krise hinaus nach den Hintergründen zu fragen und Verantwortliche zu benennen.“

## Filmografie

### Als Regisseur und Produzent
- 2024: Punkdrömmar (Kurzfilm)
- 2023: Breaking Social
- 2022: Döttar
- 2020: For Somebody Else
- 2019: Jozi Gold
- 2019: Push – Für das Grundrecht auf Wohnen
- 2015: Bikes vs Cars
- 2011: Big Boys Gone Bananas!*
- 2009: Bananas!*
- 2005: Sossen, arkitekten och det skruvade huset (The Socialist, the Architect and the Twisted Tower)
- 2005: An ordinary family
- 2003: Bye Bye Malmö (Just a piece of steel)
- 2002: Poesigeneralen (The Poetry General)
- 2002: Vägen tillbaka - Blådårar 2 (The way back – True blue 2)
- 2001: Resa med Siluett (Travel with Siloutte)
- 2001: Mordet på en tidning (The death of a working man's newspaper)
- 2000: The great bridge (Kurzfilm)
- 2000: Gå på vatten (Walking on water)
- 1998: Blådårar (True Blue)

### Als Produzent
- 1998: Sambafotboll
- 2002: Boogie Woogie Pappa (Kurzfilm)
- 2003: Love Boat (Kurzfilm)
- 2006: Milkbar
- 2006: Thin Ice (Tunn Is)
- 2006: Belfast Girls
- 2007: The Leftovers
- 2008: Burma VJ
- 2008: Final Image